# Daunabotys
Daunabotys és un gènere d'arnes de la família Crambidae. Conté només una espècie, Daunabotys bipunctalis, que es troba a Namíbia.